# Таранушино
Таранушино (укр. Таранушине), село, 
Яковенковский сельский совет,
Балаклейский район,
Харьковская область.
Код КОАТУУ — 6320288003. Население по переписи 2001 г. составляет 51 (24/27 м/ж) человек.

## Географическое положение
Село Таранушино расположено на обоих берегах реки Кресты недалеко от впадения её в реку
Волосская Балаклейка (укр. Волозька Балаклійка).
Есть мост.
В 0,5 км находится село Калиновка.

## Экономика
В селе есть птице-товарная ферма.